# Foreign Affairs (album)
Foreign Affairs je studiové album Toma Waitse. Album produkoval Bones Howe a vyšlo pod značkou Asylum Records v září 1977.

## Seznam skladeb
| Strana 1 | Strana 1                                        | Strana 1                        | Strana 1 |
| Pořadí   | Název                                           | Autor                           | Délka    |
| -------- | ----------------------------------------------- | ------------------------------- | -------- |
| 1.       | Cinny's Waltz (instrumentální)                  | Waits                           | 2:17     |
| 2.       | Muriel                                          | Waits                           | 3:33     |
| 3.       | I Never Talk to Strangers                       | Waits                           | 3:38     |
| 4.       | Medley: Jack & Neal“ / „California, Here I Come | Waits / Meyer, Jolson, De Sylva | 5:01     |
| 5.       | A Sight for Sore Eyes                           | Waits                           | 4:40     |

| Strana 2       | Strana 2       | Strana 2                    | Strana 2 |
| Pořadí         | Název          | Autor                       | Délka    |
| -------------- | -------------- | --------------------------- | -------- |
| 1.             | Potter's Field | text: Waits; hudba: Alcivar | 8:40     |
| 2.             | Burma-Shave    | Waits                       | 6:34     |
| 3.             | Barber Shop    | Waits                       | 3:54     |
| 4.             | Foreign Affair | Waits                       | 3:46     |
| Celková délka: | Celková délka: | Celková délka:              | 41:53    |

## Sestava
- Tom Waits – klavír, zpěv
- Gene Cipriano – klarinetová sóla v „Potter's Field“
- Jim Hughart – basa
- Shelly Manne – bicí
- Bette Midler – zpěv v „I Never Talk to Strangers“
- Jack Sheldon – sóla na trubku
- Frank Vicari – sóla na tenorsaxofon